# Elymus magellanicus
Elymus magellanicus är en gräsart som först beskrevs av Nicaise Auguste Desvaux, och fick sitt nu gällande namn av Áskell Löve. Elymus magellanicus ingår i släktet elmar, och familjen gräs. Inga underarter finns listade i Catalogue of Life.

## Bildgalleri

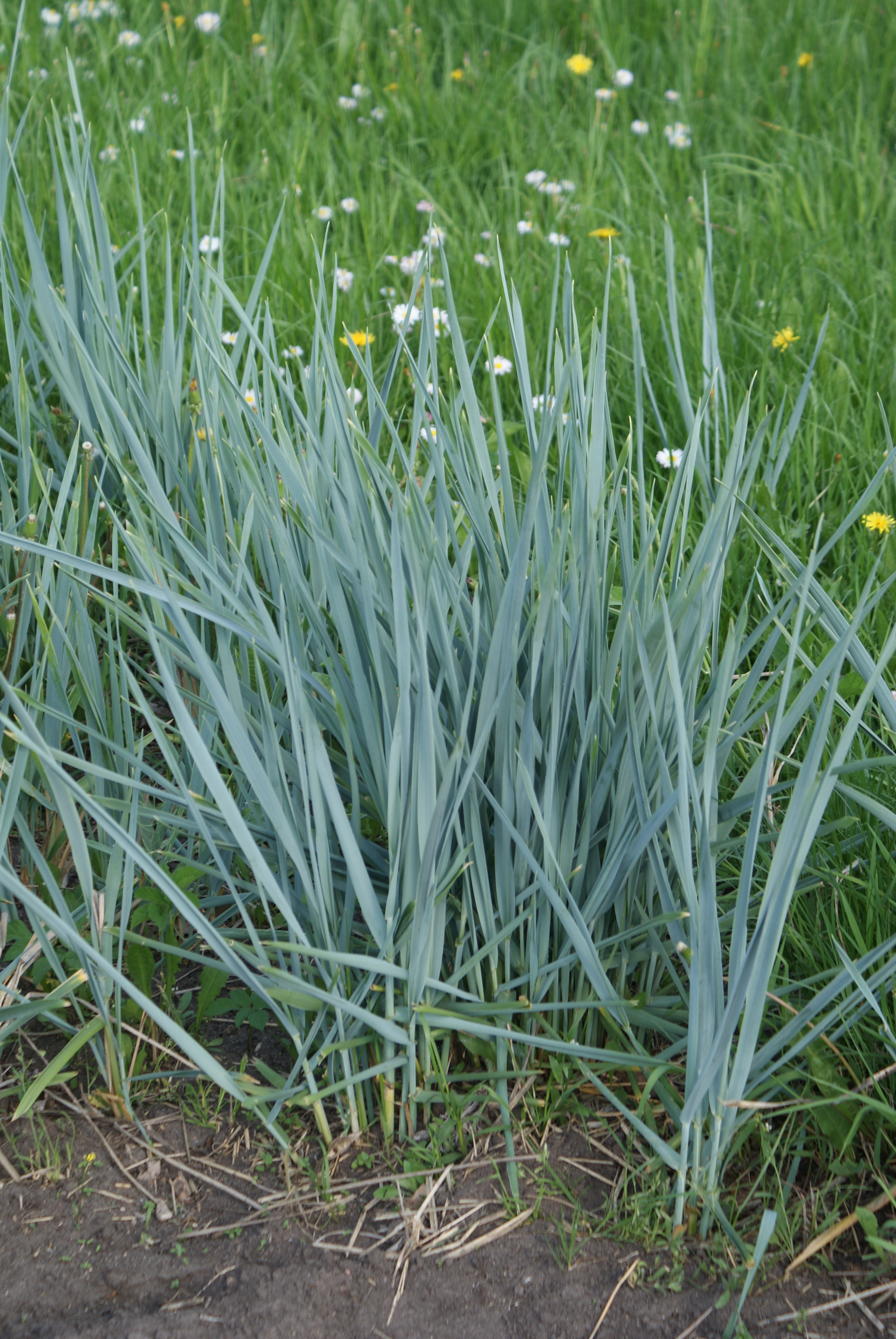